# 鲁日佩里耶
鲁日佩里耶（法語：Rouge-Perriers，法語發音：[ʁuʒ pɛʁje]）是法国厄尔省的一个市镇，属于贝尔奈区。

## 地理
鲁日佩里耶（49°8'49"N, 0°50'2"E）面积4.12 平方千米，位于法国诺曼底大区厄尔省，该省份为法国北部内陆省份，北起滨海塞纳省，西接奧恩省和卡爾瓦多斯省，南至厄尔-卢瓦省，东临瓦兹省、瓦兹河谷省和伊夫林省。
与鲁日佩里耶接壤的市镇（或旧市镇、城区）包括：埃卡当维尔-拉康帕涅、维莱叙勒讷堡、蒂布维尔。

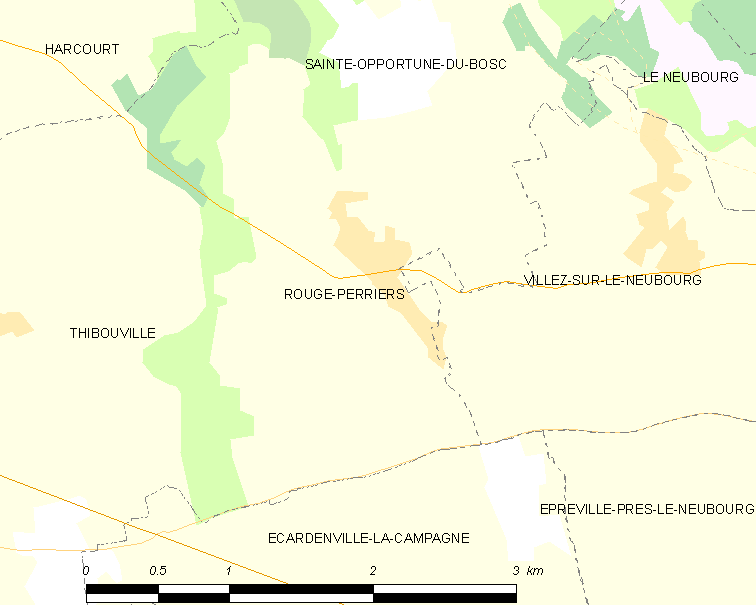
鲁日佩里耶的OSM定位图

鲁日佩里耶的时区为UTC+01:00、UTC+02:00（夏令时）。

## 行政
鲁日佩里耶的邮政编码为27110，INSEE市镇编码为27498。

## 政治
鲁日佩里耶所属的省级选区为布里奥讷县。

## 人口

1962-2008年间鲁日佩里耶人口变化图示

鲁日佩里耶于2022年1月1日时的人口数量为368人。